# Ansarullah

De vlag van de Ansarullah

Ansarullah is een hulporganisatie van de Ahmadiyya Moslim Gemeenschap. De andere hulporganisaties zijn Khuddamul Ahmadiyya en Lajna Imaullah.
Ansarullah betekent letterlijk Helpers van God. De inwoners van Medina die onderdak gaven aan de moslims die vluchtten uit Mekka tijdens de Hidjra, werden ook Ansaar (helpers) genoemd.
De leden zijn alle mannelijke ahmadimoslims boven de 40. Terwijl de Khuddam zich meer toeleggen op logistieke steun en hulp, concentreren de Ansarullah zich vooral op de financiële aspecten.
Hun motto is: "Een ware moslim is een mens die vrede heeft en vrede geeft".
Khuddamul Ahmadiyya · Ansarullah · Lajna Imaullah